# Siward de Götaland
Siward (en latín: Synardus) fue un caudillo vikingo de Suecia, rey de Götaland según Gesta Danorum de Saxo Grammaticus, en algún momento del siglo V (periodo conocido como Era de Vendel). Siward tenía una hija llamada Alfhild, afamada guerrera que tenía su propia flota de drakkars, algunas de sus naves gobernadas por agresivas guerreras skjaldmö. El mayor deseo de Siward era poder casar a su hija con algún poderoso caudillo para fortalecer alianzas.